# Municipio de Glade Creek
El municipio de Glade Creek (en inglés: Glade Creek Township) es un municipio ubicado en el  condado de Alleghany en el estado estadounidense de Carolina del Norte. En el año 2010 tenía una población de 1991 habitantes.

## Geografía
El municipio de Glade Creek se encuentra ubicado en las coordenadas 36°30′13.47″N 81°6′25.31″O / 36.5037417, -81.1070306.